# ديفيد دبليو. وين
ديفيد دبليو. وين (بالإنجليزية: David W. Winn)‏ هو ضابط أمريكي، ولد في 20 يوليو 1923 في أوستين في الولايات المتحدة، وتوفي في 25 سبتمبر 2009.